# Ossido mercurico
L'ossido mercurico è l'ossido del mercurio(II) ed è il più importante degli ossidi del mercurio.
A temperatura ambiente si presenta come un solido cristallino rosso o come polvere più amorfa gialla inodore. È un composto molto tossico, pericoloso per l'ambiente. Ha pH basico.

## Storia
Nel 1774, Joseph Priestley scoprì l'ossigeno liberato dal riscaldamento dell'ossido di mercurio, anche se non identificò il gas uscito come ossigeno. Lavoisier individuò questa "aria sintetica" come "ossigeno" a causa dei composti acidi che il gas aveva prodotto. Nella scomposizione (che avvenne per effetto del calore) constatò che una notevole percentuale di mercurio si formava lungo le pareti della provetta. Da quel momento Joseph Priestley capì che quella determinata sostanza era composta da mercurio e ossigeno.

## Sintesi
Per calcinazione del nitrato di mercurio si ottiene il mercurio rosso (cristallino), mentre la forma gialla si ottiene per reazione fra il cloruro mercurico e un idrossido alcalino, o per ossidazione diretta del mercurio. Entrambe le forme sono sensibili alle radiazioni e con la luce diventano nerastri.
La forma cristallina ortorombica, che si presenta come bellissimi cristalli allungati, rossi e traslucidi, si ottiene miscelando una parte di K2HgI4 allo 0,1 M con due parti di idrossido di sodio 10-13 M e lasciando la miscela all'interno di un tubicino di materiale inerte (consigliato l'oro), per circa 70 ore a temperature fra 100 e 170 °C.
L'ossido di mercurio, sotto effetto della pressione atmosferica, ha due forme cristalline: una polvere rosso arancio molto accesa o un'altra gialla (ortorombica, 2 / m 2 / m 2 / m, Pnma). A pressioni superiori a 10 GPa una di queste strutture si converte in una forma tetragonale.

## Usi
Usati in oftalmologia (soprattutto la forma rossa), come catalizzatori in sintesi chimica, per la preparazione di pitture marine, per la preparazione di sali di mercurio.